# Кіренія (гори)
Киренія  (грец. Κερύνεια), або Бешпармак (тур. Beşparmak) — гори на острові Кіпр.

## Опис
Кирінія —  гірський ланцюг, що вишикувався вздовж північного узбережжя острова. Геологічно гори складені вапняком, частково — мармуром. Найвища точка — гора Кіпарісовунон (1024 м). Східна частина ширша (25-30 км), західня — близько 15 км, але вища. Східним продовженням гір є гори  Карпас, розташовані на півострові Карпас. 
Західна частина хребта називається по імені невищої (740 м) гори Пентадактилос (грец. Πενταδάκτυλος) — «п'ять пальців». Цікаво, що турецький варіант, Бешпармак-Дагларі (тур. Beşparmak Dağları), позначає « гори п'яти пальців».  У підніжжі гір на узбережжі розташоване місто Кіренія або Гірне, який вважається  туристичною столицею Північного Кіпру.
Територію гірського хребта контролює Турецька республіка Північного Кіпру.
На схилах і вершинах хребта розташовані руїни  античних будівель, а також  середньовічні  замки (Замок Святого Іларіона, Буффавенто, Кантара).

## Галерея

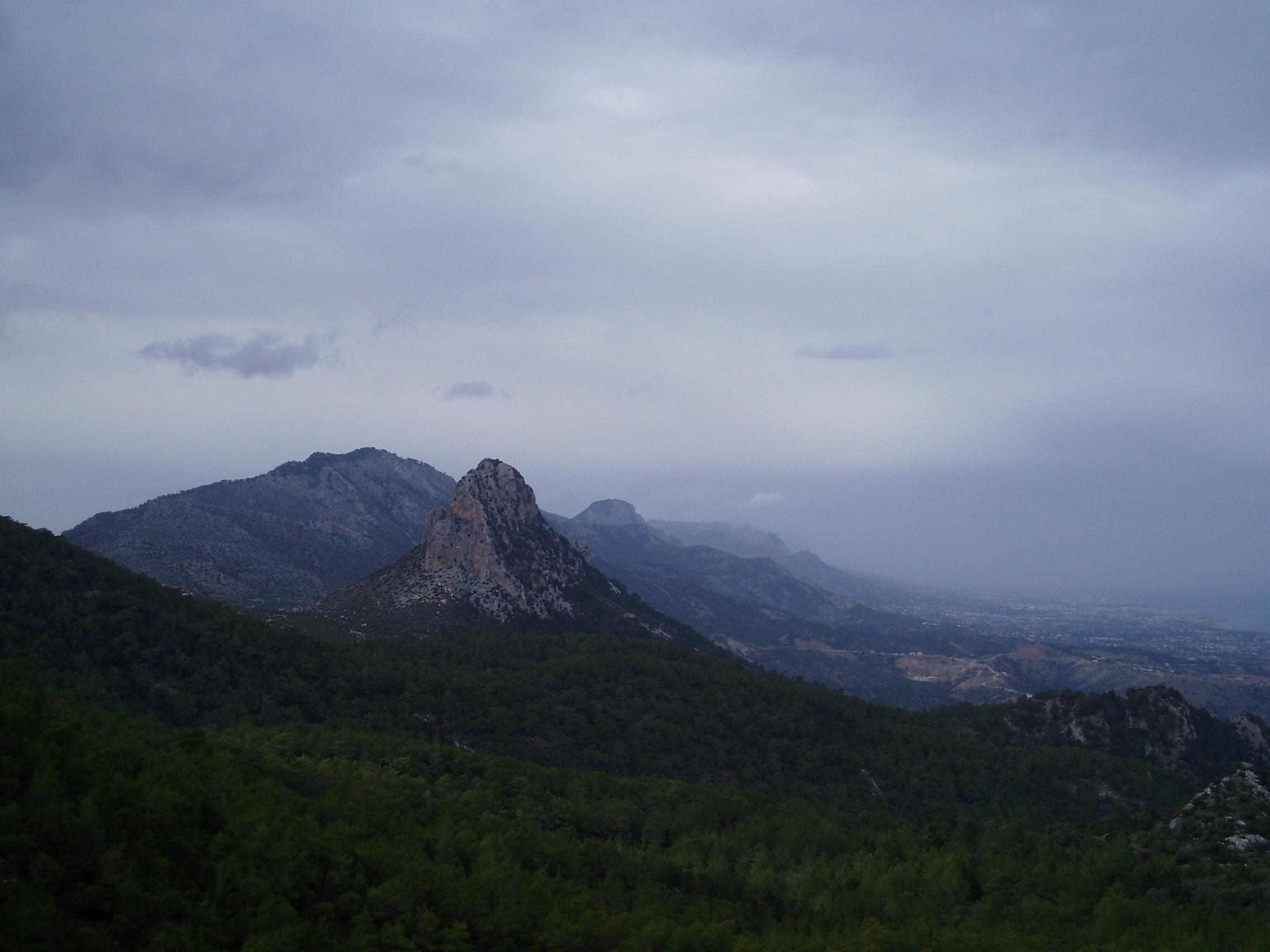
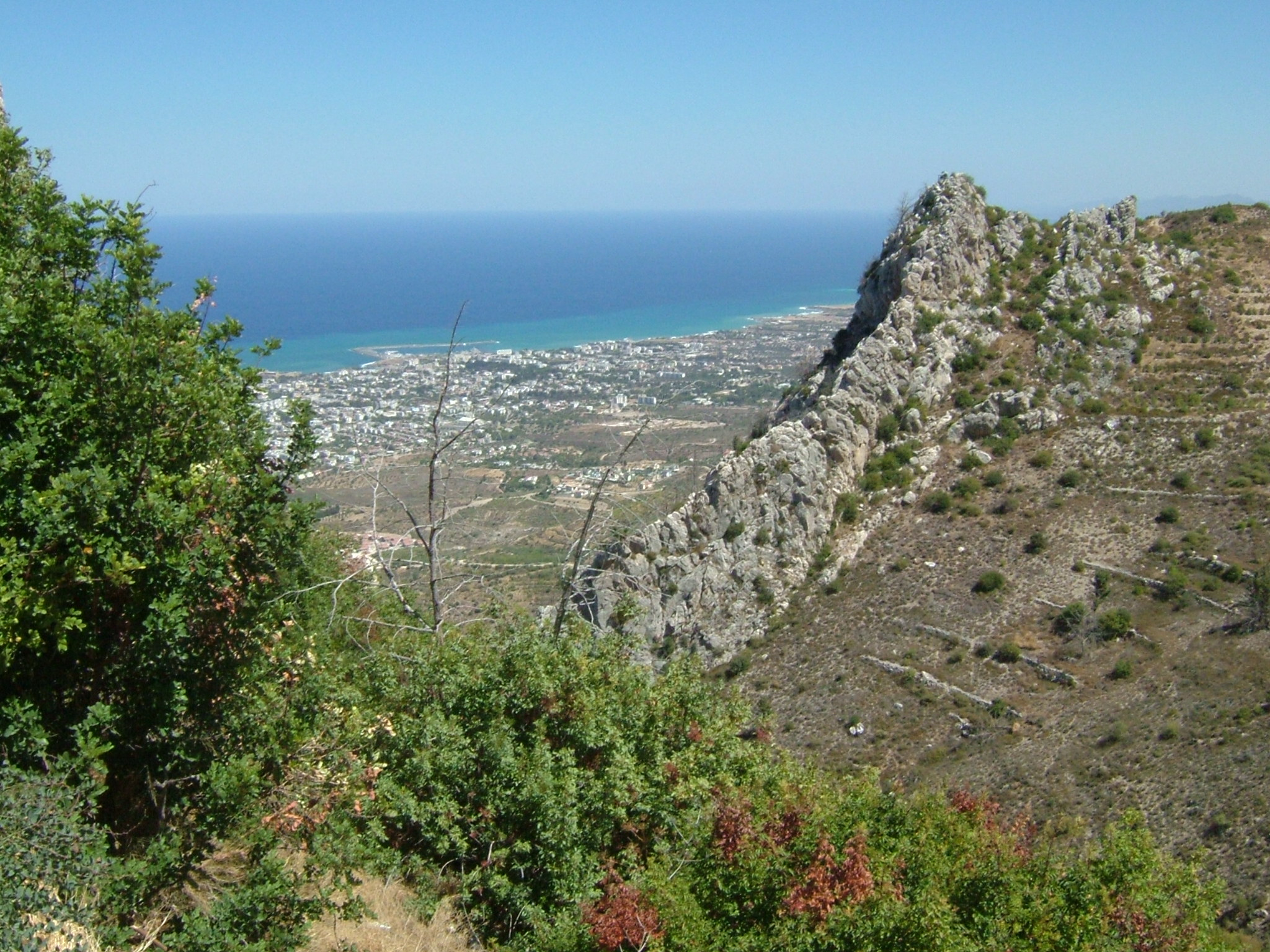
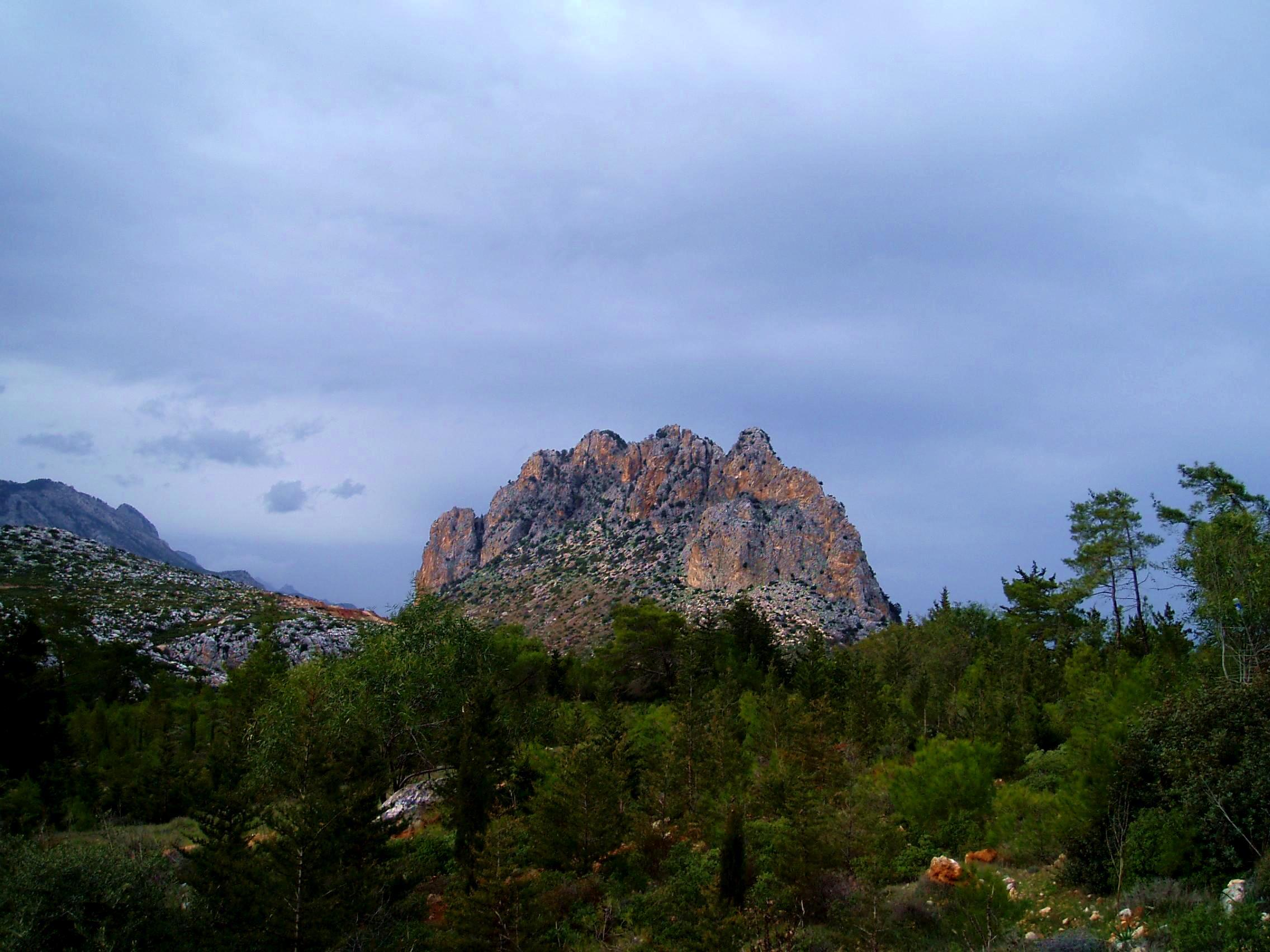
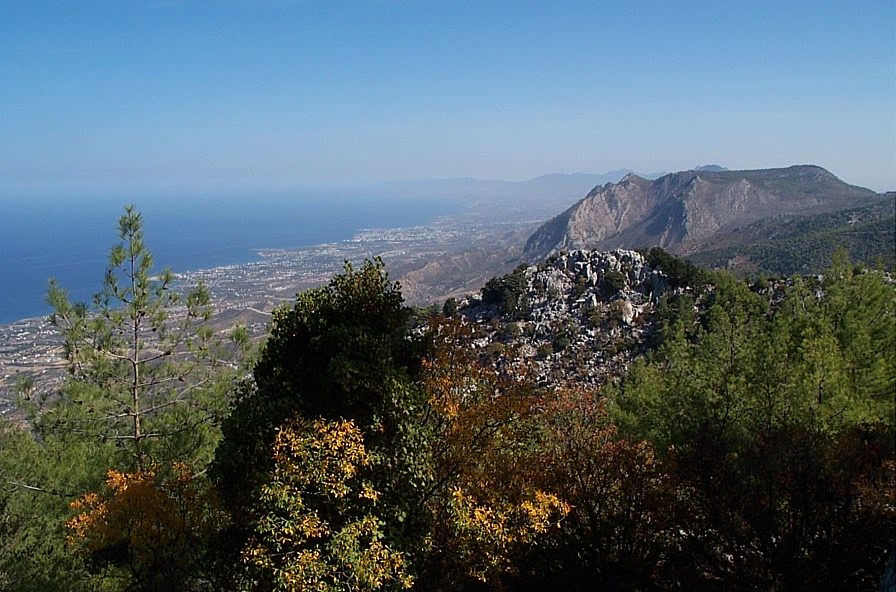